# Puimisson
Puimisson (okzitanisch Puègmiçon) ist ein südfranzösischer Weinort und eine Gemeinde (commune) mit 1.218 Einwohnern (Stand: 1. Januar 2022) im Département Hérault in der Region Okzitanien.

## Lage und Klima
Der Ort Puimisson liegt gut 12 km (Fahrtstrecke) nördlich von Béziers in einer Höhe von ca. 110 m. Das sowohl von den Bergen der südlichen Cevennen als auch vom Mittelmeer beeinflusste Klima ist gemäßigt bis warm; Regen (ca. 650 mm/Jahr) fällt überwiegend im Winterhalbjahr.

## Bevölkerungsentwicklung
| Jahr                       | 1800 | 1851 | 1901 | 1954 | 1999 | 2018 |
| Einwohner                  | 357  | 486  | 785  | 731  | 788  | 1129 |
| Quellen: Cassini und INSEE |      |      |      |      |      |      |

Trotz der Reblauskrise im Weinbau, der zunehmenden Mechanisierung der Landwirtschaft, der Aufgabe bäuerlicher Kleinbetriebe („Höfesterben“) und der daraus resultierenden Arbeitslosigkeit auf dem Lande ist die Einwohnerzahl der Gemeinde kontinuierlich angestiegen. Der erneute Anstieg der Einwohnerzahlen zu Beginn des 21. Jahrhunderts ist hauptsächlich auf die relative Nähe zur Großstadt Béziers zurückzuführen.

## Wirtschaft
In der Region waren traditionell der Weinbau und die Viehwirtschaft von Bedeutung; Überschüsse konnten auf den Märkten von Béziers getauscht oder verkauft werden. Feldwirtschaft und Gemüseanbau dienten hauptsächlich der Selbstversorgung. Die Weine aus Puimisson werden heute unter den Appellationen Pays d’Hérault und Pays d’Oc vermarktet.

## Geschichte
Puimisson liegt an einem römischen Aquädukt, welches – von Gabian ausgehend – die Stadt Béziers lange Zeit mit Wasser versorgt hat. Im Mittelalter war der Ort eine Station an einer Nebenstrecke des Jakobswegs; deshalb auch die ca. 70 cm hohe Statue des Apostels Jakobus in einer Außenwandnische der Burg. Seit dem ausgehenden Mittelalter befand sich der Ort im Besitz der rund 50 km westlich gelegenen Abtei, später des Bistums von Saint-Pons-de-Thomières.

## Sehenswürdigkeiten
- Die örtliche Burg (castrum) erhebt sich inmitten des als Runddorf (circulade) gestalteten Ortszentrums und ist von eng aneinander geschmiegten Häusern umgeben.[4]
- In der Burg gab es eine noch vor der Französischen Revolution von Jean-Baptiste Reveillon gegründete Tapetenfabrik, deren Produkte auch von den Gebrüdern Montgolfier zur Herstellung ihrer Heißluftballons verwendet wurden. Heute sind hier das Rathaus (mairie) und ein kleines Museum untergebracht.

## Persönlichkeiten
- Guillaume V. Durand (um 1230–1296), Bischof von Mende
- Guillaume VI. Durand (gestorben um 1330), Bischof von Mende